# Brouwerij Belle Vue (Geluwe)

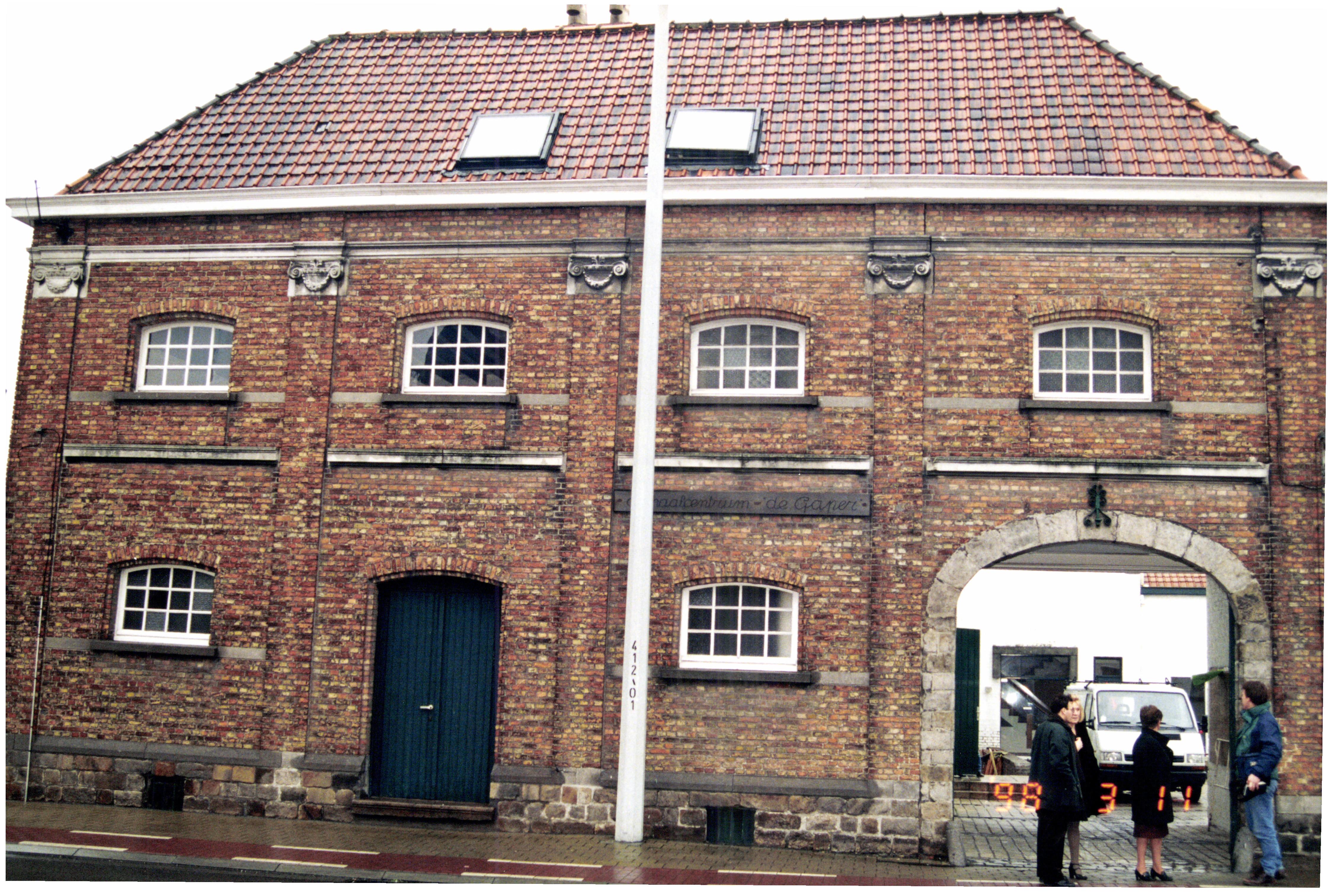
Poortgebouw

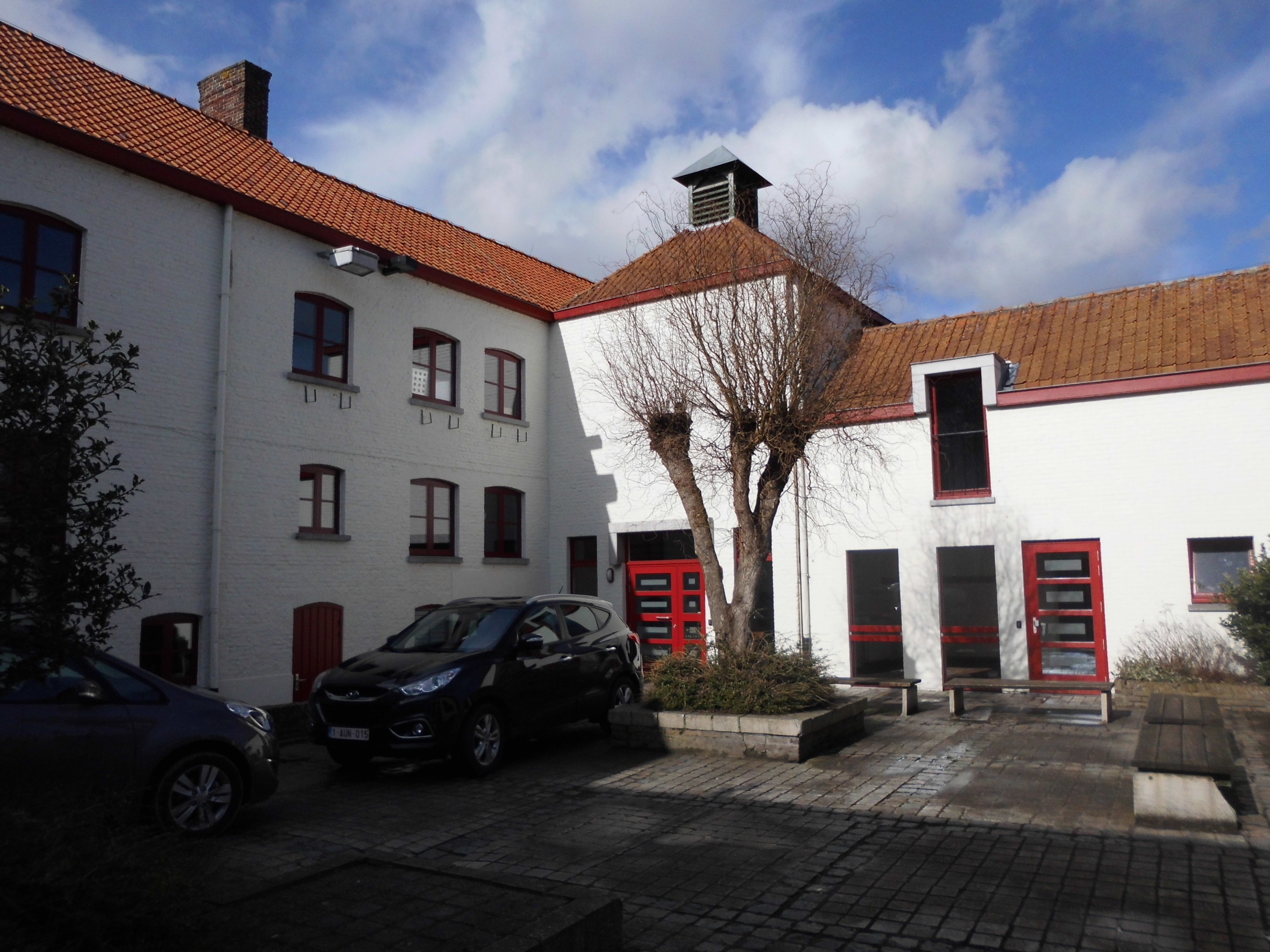
Binnenplaats met centraal de moutast

Brouwerij Belle-Vue is een voormalige brouwerij gelegen in de Sint-Denijsplaats 11 te Geluwe. 

## Bouwgeschiedenis
De brouwerij ontstond uit de fusie van Bouwerij "Den Fransche Schild" en "Het Gouden Hoofd" en was in handen van de familie Vuylsteke. De brouwerij die gedurende de Eerste Wereldoorlog was vernield werd tijdens het interbellum terug opgebouwd in neoclassicistische stijl. Naast de brouwerij staat de herberg "Het Gouden Hoofd" en aan de overkandt van de N8 staat de brouwerswoning. 
De gebouwen zijn opgetrokken in baksteen rond een gekasseide binnenplaats. Het poortgebouw (1.5 bouwlagen) heeft een schilddak, de rechtervleugel een zadeldak, de mouttoren heeft een tentdak met schouw.
De brouwerij bleef actief tot rond 1960. De brouwerijgebouwen zijn in 1976, onder leiding van architect Barthier uit Ieper, omgevormd tot gemeenschapscentrum "De Gaper".